# Journal of the Indian Chemical Society
Das Journal of the Indian Chemical Society ist eine monatlich erscheinende Peer-Review-Fachzeitschrift, die von der Indian Chemical Society herausgegeben wird. Die erste Ausgabe kam 1924 heraus. Inhaltlich deckt das Journal alle Felder der Chemie ab.
Der Impact Factor lag 2020 laut dem Web of Science bei 0,284, womit die Zeitschrift in der Kategorie multidisziplinäre Chemie den vorletzten von 177 Rängen belegte. Der Chefredakteur ist der emeritierte Professor Ganapati Dadasaheb Yadav vom Institute of Chemical Technology in Mumbai.